# Joachim von Dale
Joachim von Dale, auch von Dalen (* 7. September 1651 in Lübeck; † 2. Februar 1726 ebenda) war Jurist und Ratsherr der Hansestadt Lübeck.

## Leben
Dale entstammte nach eigenen Angaben der Adelsfamilie della Vallée. Sein Großvater Johannes von Dale, Erbherr auf Lillo, Chestele und Putte, war als Königlich Spanischer Rat in den Niederlanden und verließ Antwerpen 1580 während des Achtzigjährigen Krieges und zog nach Norddeutschland. Sein in Hamburg geborener Vater, der Kaufmann Joachim von Dale (1610–1669) wurde in Lübeck Mitglied und Ältermann der Korporation der Schonenfahrer. Sein Adel wurde 1667 von Kaiser Leopold I. anerkannt.
Dale studierte von 1671 bis 1675 Rechtswissenschaften an den Universitäten Rostock und Leipzig. Er wurde 1676 an der Universität Gießen zum Dr. beider Rechte promoviert. Seine Grand Tour führte ihn nach Italien, Wien und Prag. Ein halbes Jahr Aufenthalt in Paris schloss sich an. Danach lebte er zeitweilig in England und in Dänemark. Im Jahr 1695 wurde er in Lübeck in den Rat der Stadt erwählt. 1701 gehörte er gemeinsam mit dem Lübecker Syndicus Johann Georg Gutzmer und dem Ratsherrn Johann Westken einer Kommission an, die der in Lübeck nur geduldeten Reformierten Kirchengemeinde die Predigt in deutscher Sprache untersagen sollte; diese Initiative setzte sich jedoch nicht durch. Verstimmt wegen seiner zweimaligen Ubergehung bei den letzten Bürgermeisterwahlen, trat er 1708 aus dem Lübecker Rat aus, wurde zum Lübecker Residenten und Gesandten im Kurfürstentum Hannover ernannt und erhielt den Titel Geheimer Kommerzrat.
Joachim von Dale heiratete in erster Ehe Katharina Margaretha, Tochter des Lübecker Bürgermeisters Bernhard Diedrich Brauer. Zur Hochzeit am 14. März 1681 schrieb Dietrich Buxtehude die Hochzeitskantate Schlagt, Künstler, die Pauken und Saiten (BuxWZ 122), die in der Düben-Sammlung erhalten ist. Aus der Ehe gingen ein Sohn und eine Tochter hervor; der Sohn verstarb später in Leipzig. In zweiter Ehe heiratete er Agneta, geb. Bartels, Tochter des Lübecker Ratsherrn Diedrich (von) Bartels (1633–1689). Diese Ehe war kinderlos. Dale war seit 1696 Eigentümer des Gutes Brandenbaum. Seine Besitzergreifung des Gutes Brandenbaum war Gegenstand von Verfahren vor dem Reichskammergericht.
Er erwarb 1725 eine Seitenkapelle in der Katharinenkirche und ließ sie im spätbarocken Stil zu seiner Grabkapelle umgestalten.

## Schriften
- mit Friedrich Geiler: Disputatio juridica de legitimatione. Leipzig 1675 (Digitalisat)
- Dissertatio inauguralis juridica de subscriptionibus principum, ... 1676